# Świdnica (Zielona Góra)

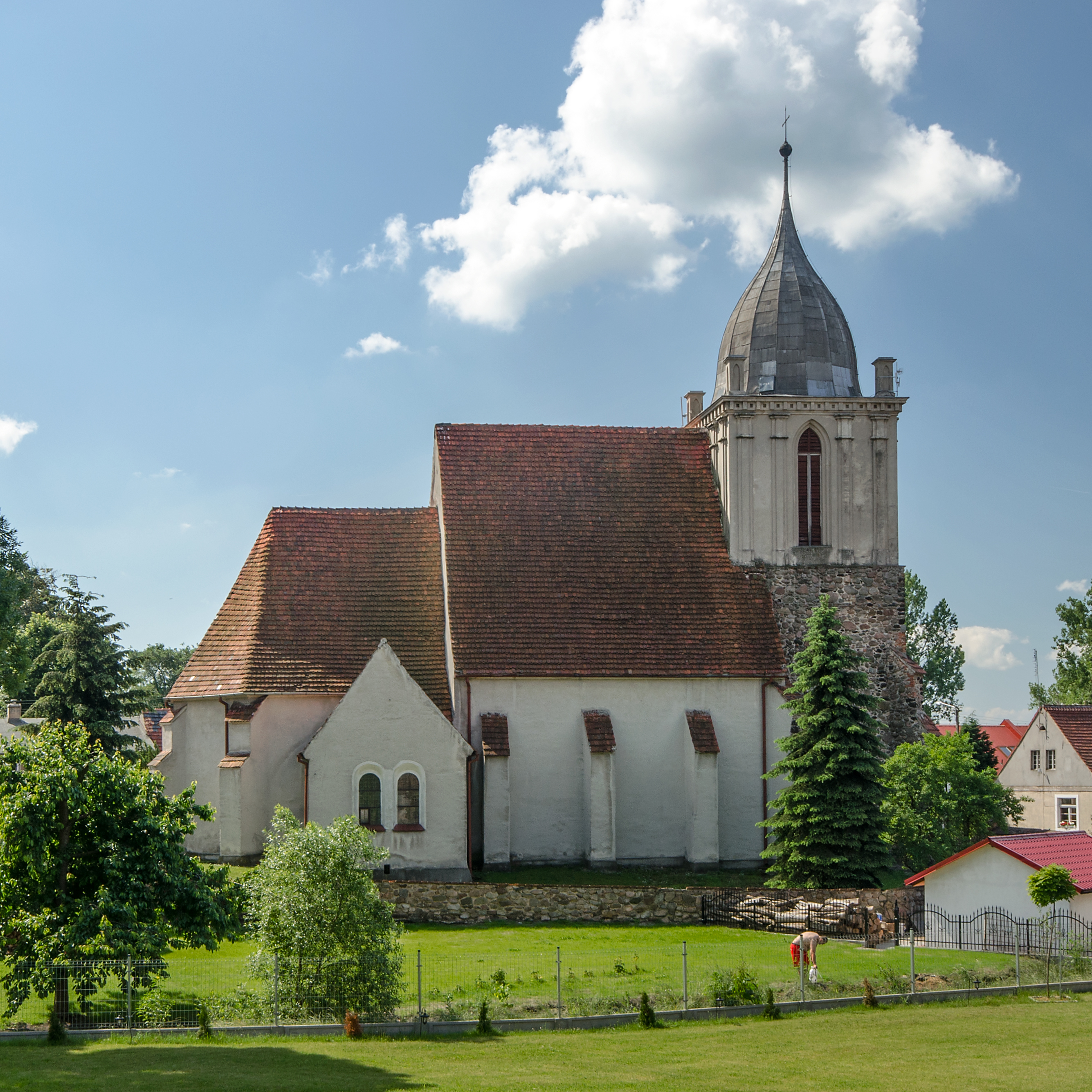
Katholische Pfarrkirche St. Martin

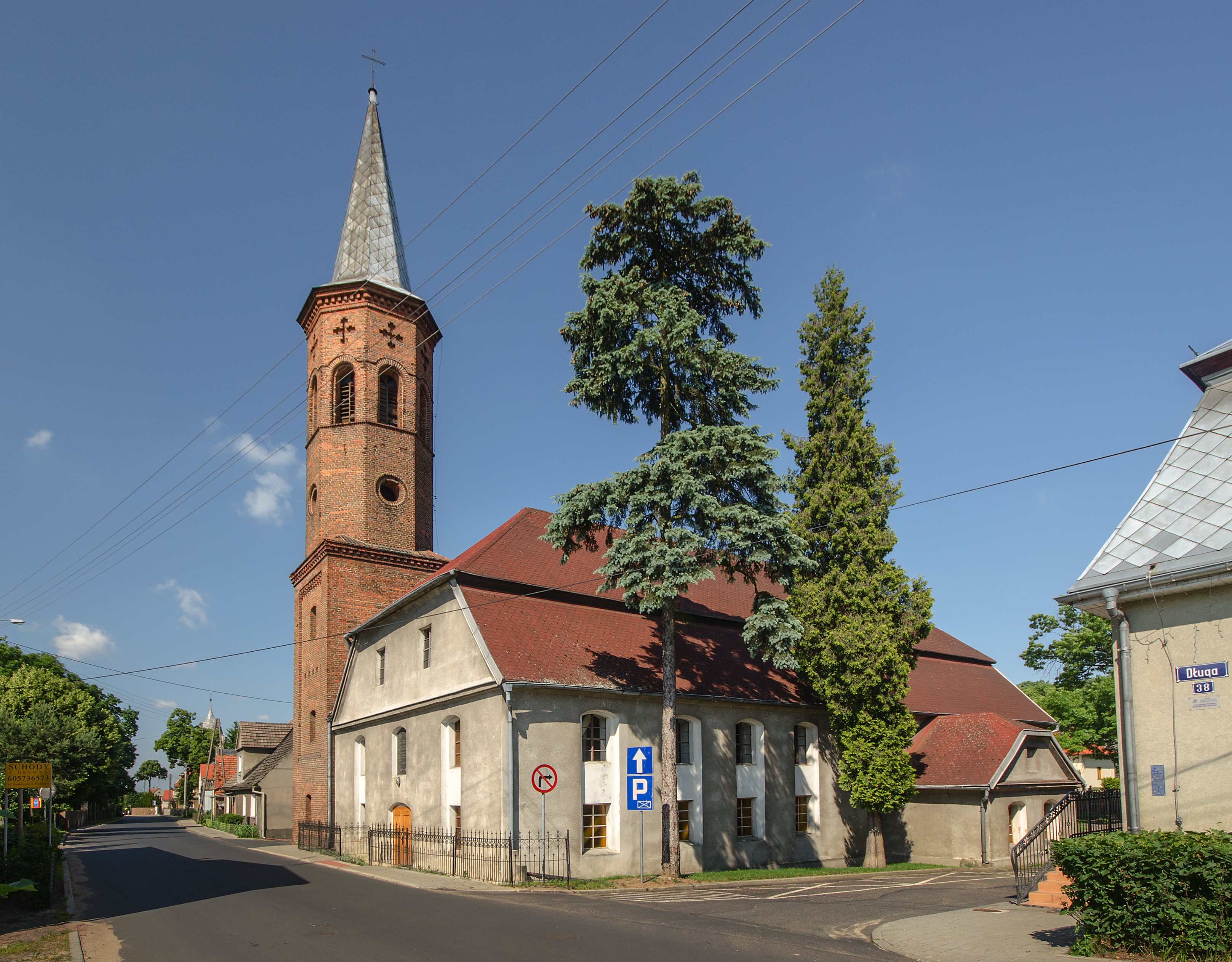
Ehem. evangelische Pfarrkirche

Świdnica  (deutsch Schweinitz) ist ein Dorf im Powiat Zielonogórski der Woiwodschaft Lebus in Polen. Es ist Sitz der gleichnamigen Landgemeinde mit etwa 6500 Einwohnern.

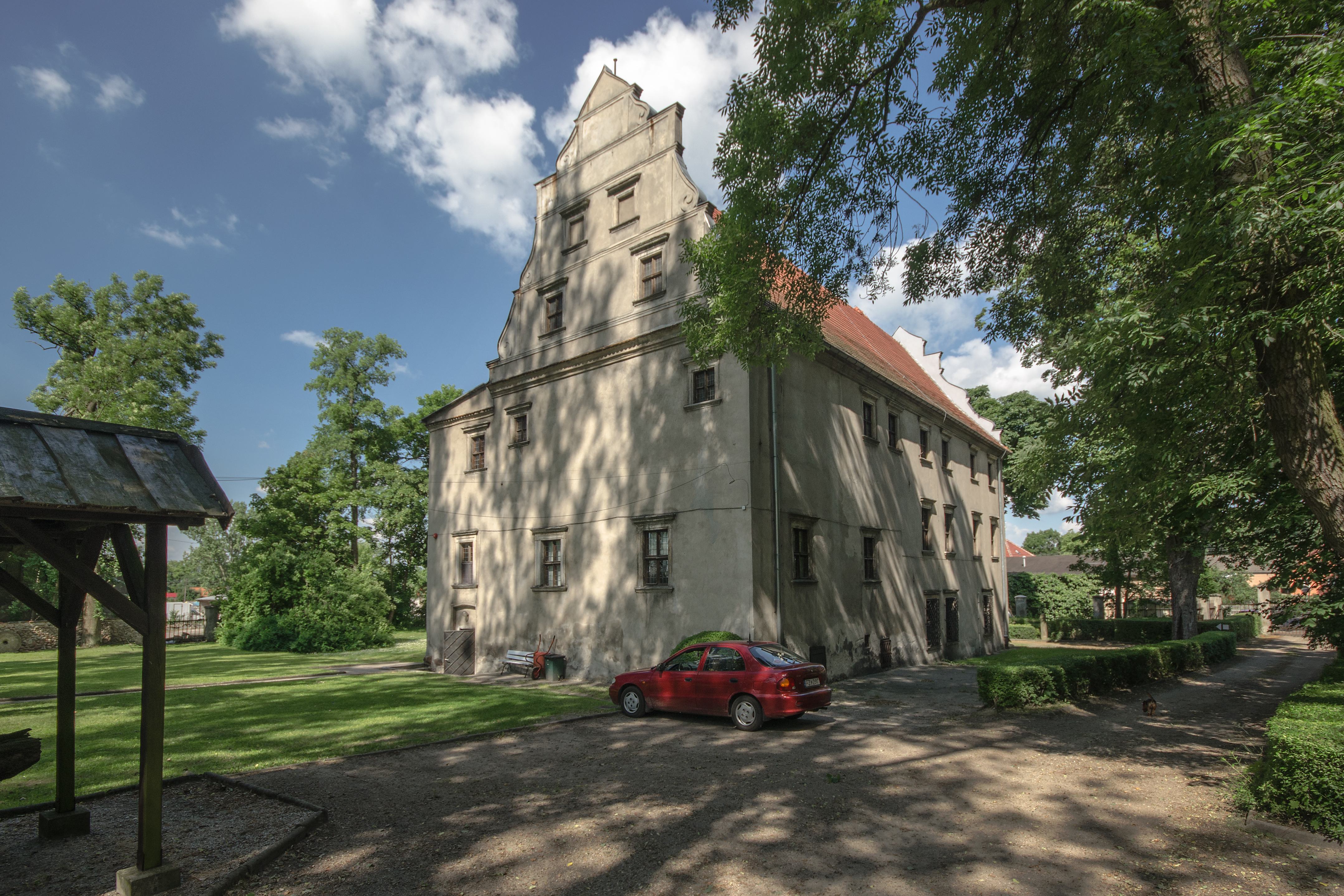
Schloss Schweinitz

## Geschichte
1484 erscheint der Ort in einer Urkunde unter der Schreibweise Sweydenitcz. Politisch gehörte Schweinitz zum Herzogtum Liegnitz, welches 1675 als erledigtes Lehen an die Krone Böhmen zurückfiel. 1514 verlieh König Wladislaw II. Schweinitz Stadtrechte, die der Ort bereits 1519 wieder einbüßte. 1742 wurde Schweinitz nach dem Ersten schlesischen Krieg mit dem größte Teil Schlesiens an Preußen abgetreten. 1845 war Schweinitz in folgende Anteile (zwei Grundherrschaften) unterteilt:
1. Anteil A des Kreis-Deputierten und Polizei-Distrikt-Kommissars Schneider mit 148 Häusern, 844 Einwohnern (63 katholisch und der Rest evangelisch), drei Wassermühlen mit sechs Einwohnern, eine Sägemühle, eine Ziegelei, eine Brau- und Brennerei, drei Wirtshäuser, acht Leinwebstühle, 30 Handwerker, drei Krämer und neun Händler. Zu dem Anteil gehörten die Einschichten Drosenberg, eine Ölmühle, das Niedervorwerk und das Waldvorwerk.
2. Anteil B der Gräfin von Sickingen, geb. Gräfin von Schlabrendorf mit 145 Häusern, 722 Einwohnern (72 katholisch und der Rest evangelisch), fünf Wassermühlen mit neun Einwohnern, eine Rossmühle, drei Sägemühlen, eine Ziegele, eine Brau- und Brennerei, drei Wirtshäuser, zwölf Leinwebstühle, 20 andere Handwerker und zwölf Händler. Zu dem Anteil gehörten das Niedervorwerk, das Obervorwerk und das Waldvorwerk.

Das Gemeindegebiet zählte bis 1945 zum Landkreis Grünberg. Gegen Ende des Zweiten Weltkriegs wurde Schweinitz von der Roten Armee besetzt. Kurz danach wurde das Gebiet unter polnische Verwaltung gestellt. Nachfolgend wurde es in Świdnica umbenannt. Die einheimische deutsche Bevölkerung wurde – soweit sie nicht schon vorher geflohen war – vertrieben.

### Religion
1742 erhielt der Ort die Erlaubnis zum Bau einer evangelischen Pfarrkirche (Gastgemeinden waren: Bucheisdorf, Schloin mit Heinrichau, Seifersholz mit Meileiche sowie Kunzendorf im Kreis Sagan) und einer wahrscheinlich mit der Kirche gegründete evangelische Schule mit einem Lehrer und einem Hilfslehrer. Das Patronat gehörte beiden Grundherrschaften. 1817 stifte der verstorbene Pastor Gutsche 400 Reichstaler, die Zinsen waren für Schreibmaterialien für arme Kinder bestimmt, des Weiteren 2000 Reichstaler, von deren Zinsen die Armen des Ortes beider Konfessionen im Winter Brennholz erhielten und 400 Reichstaler für die Instandhaltung des Pfarrhauses und die Abhaltung einer jährlichen Predigt.
Die katholische Pfarrkirche stand unter dem Patronat des Dominiums mit Widum und Wald (eingepfarrt waren: Schweinitz, Drosehendau mit Widum, verbunden: Ochelhermsdorf mit Mutterkirche und Widum, Lättnitz mit Majoratskirche und Widum und Bucheldorf mit Widum) und eine katholische Schule aller Kirchorte mit einem Lehrer. Früher wechselte in beiden Adjunkten der Gottesdienst an drei Sonn- und zwei Feiertagen.

## Sehenswürdigkeiten
- Katholische Pfarrkirche St. Martin
- ehem. evangelische Pfarrkirche, heute katholische Filialkirche
- Schloss Schweinitz, Herrenhaus mit Landschaftspark

## Gemeinde
Zur Landgemeinde (gmina wiejska) Świdnica gehören eine Reihe von Dörfern mit Schulzenämtern (sołectwa).

## Persönlichkeiten
- Joseph Ignaz Ritter (1787–1857), römisch-katholischer Theologe und Kirchenhistoriker
- Arthur Wiesner (1895–1980), Schauspieler und Hörspielsprecher.